# Zamek w Conwy
Zamek w Conwy (ang. Conwy Castle, hist. Conway Castle) – średniowieczny zamek w północnej Walii, w mieście Conwy. Budowla stoi na jednym ze wzniesień. Zamek został zbudowany w latach 1283–1289 na zlecenie króla Anglii Edwarda I. Budowa zamku miała być jednym z elementów tzw. „żelaznego kręgu zamków walijskich”. Krąg miał być symbolem władzy Anglików nad Walijczykami.
Zamek został zaprojektowany przez Jamesa of St. George na zlecenie króla Edwarda I. Budowa rozpoczęła się w 1283 roku a zakończyła 1289 roku. Ze względu na to, że jest położony nad rzeką o takiej samej nazwie, prowadził do niego most zwodzony.
Zamek Conwy był najdroższy z wszystkich zamków „żelaznego kręgu” – kosztował 15 000 funtów. Jest zbudowany z kamienia, ma 22 wieże i 3 bramy.
Przez wielu historyków zamek Conwy jest nazywany największą fortyfikacją średniowieczną w Europie.